# Vaholms bro
Vaholms bro är en övertäckt träbro över ån Tidan i Vaholm i Västergötland. Bron finns angiven på en karta från 1877 och byggdes troligen mellan 1830 och 1880 Den har två spann på sammanlagt 34 meter och är en hängverksbro. Huvudreglarna är av rundvirke. På huvudreglarna står spännstolpar av trä med smidda hängjärn, vilka bär upp brobanan. Bropelaren i mitten och de bägge landfästena är uppförda i huggen och kallmurad sten. 
Bron är en av få övertäckta broar i Sverige. Det finns bl.a. mindre överbyggda broar i Kinna och Vallentuna. Brohuset är rest i en enkel stolpverkskonstruktion och är fristående från brokonstruktionen. Det är klätt med faluröd locklistpanel och taket är täckt av tjärade stickspån. Vaholms bro ligger på gården Vaholm nära samhället Tidan. Den har alltid varit i privat ägo och är uppförd i syfte att sammanbinda gårdens ägor på ömse sidor av Tidan.
Bron renoverades 1992 efter att ha varit i allvarligt förfall och stängts av för biltrafik. Vid renoveringen byttes stora delar av brons bärverk och brohus ut. Bron blev byggnadsminnesförklarad 2010.